# Trematocara unimaculatum
Trematocara unimaculatum är en fiskart som beskrevs av Boulenger, 1901. Trematocara unimaculatum ingår i släktet Trematocara och familjen Cichlidae. IUCN kategoriserar arten globalt som livskraftig. Inga underarter finns listade i Catalogue of Life.